# 카를 크리스티안 할
카를 크리스티안 할(덴마크어: Carl Christian Hall, 1812년 2월 25일~1888년 8월 14일)은 덴마크의 정치인이다.
1857년 5월 13일부터 1859년 12월 2일까지, 1860년 2월 8일부터 1863년 12월 31일까지 제6대, 8대 덴마크의 총리를 역임했으며 덴마크 문화부 장관 (1854년 12월 12일~1859년 5월 6일, 1870년 5월 28일~1874년 7월 14일), 덴마크 외무부 장관 (1858년 7월 10일~1859년 12월 2일, 1860년 2월 24일~1863년 12월 31일)을 역임했다.